# Dance with Me
«Dance with Me» (с англ. — «Танцуй со мной») — песня австралийской группы Justice Crew при участии американского рэпера Флоу Райды. Песня знаменует собой первый релиз Justice Crew с тех пор, как Анастасиос покинул группу. Она была выпущена в цифровом формате 29 марта 2011 года как их третий сингл. «Dance with Me» достигла 44-го места в чарте синглов ARIA и была сертифицирована золотой Австралийской ассоциацией звукозаписывающих компаний (ARIA). Сопутствующий музыкальный клип был снят Мэттом Алонзо и показывает Justice Crew на складе, где они устраивают танцевальную битву с женской танцевальной командой Beat Freaks.

## История создания
Justice Crew записали «Dance with Me» с американским рэпером Флоу Райдой в Лос-Анджелесе, Калифорния. О работе с Justice Crew, Райда сказал в интервью The Daily Telegraph: «Было приятно работать с Justice Crew, песня сумасшедшая. Я определённо с нетерпением жду возможности поработать с ними снова в будущем». «Dance with Me» была первоначально записана Аароном Картером в 2009 году. Обложка сингла была представлена 18 марта 2011 года, и на ней Justice Crew были в чёрной одежде и позировали на фоне пламени. «Dance with Me» был выпущен в цифровом формате 29 марта 2011 года, а затем был представлен на австралийском современном хитовом радио 1 апреля.

## Строчки в хит-парадах
«Dance with Me» дебютировал и достиг пика на 44 месте в ARIA Singles Chart 2 мая 2011 года. На следующей неделе он опустился на четыре позиции вниз до 48 места. Песня была значительно более успешной в ARIA Urban Singles Chart, где она достигла пика на 13 месте. «Dance with Me» был сертифицирован как золотой Австралийской ассоциацией звукозаписывающих компаний (ARIA) за продажу 35 000 цифровых копий.

## Клип
Музыкальное видео для песни было снято Мэттом Алонзо в Лос-Анджелесе. Премьера 52-секундного трейлера видео состоялась на YouTube 18 марта 2011 года. В нём показана команда Justice Crew на складе с участием Флоу Райды и женской танцевальной команды Beat Freaks из America’s Best Dance Crew на MTV. Премьера полного видео состоялась на Vevo 4 апреля.
Видео начинается на складе, где Флоу Райда читает рэп под свою песню, в то время как Justice Crew танцуют на заднем плане. Затем в видео показывают Justice Crew в чёрной одежде, стоящую под дождем, в то время как Пол и Джон поют свои куплеты. Между этой сценой начинается танцевальная битва между Justice Crew и Battle Freaks, которая повторяется на протяжении всего видео. Когда Лен начинает свой куплет, Justice Crew появляются на фоне пламени, выполняя различные движения. Затем видео продолжается, когда Justice Crew и Beat Freaks в конечном итоге танцуют вместе. После ещё большего количества танцев Justice Crew в различных сценах видео заканчивается тем, что они остаются без рубашек.

## Продвижение
Justice Crew исполнили «Dance with Me» во время австралийского тура Криса Брауна F.A.M.E. Tour в апреле 2011 года. В мае 2011 года Swisse Vitamins использовали песню в своей телевизионной рекламе. Justice Crew появились в рекламе, исполняя различные танцевальные номера на разноцветных фонах.

## Список композиций
- Digital download[1]

1. «Dance with Me» featuring Flo Rida (Radio Edit) −3:46
2. «Friday to Sunday» (DJ KCB’s Dutch Mix) — 4:40

## Хит-парады и сертификация

### Недельные чарты
| Хит-парад (2011)         | Высшая строчка |
| ------------------------ | -------------- |
| ARIA Singles Chart       | 44             |
| ARIA Urban Singles Chart | 13             |

### Чарты на конец года
| Хит-парад (2011)                 | Строчка |
| -------------------------------- | ------- |
| Australian Artists Singles Chart | 37      |

### Сертификация
| Страна    | Сертификаты |
| --------- | ----------- |
| Австралия | Золото      |

## Даты выхода
| Страна    | Дата          | Формат               | Лейбл                |
| --------- | ------------- | -------------------- | -------------------- |
| Австралия | 29 марта 2011 | Цифровая дистрибуция | Sony Music Australia |
| Австралия | 8 апреля 2011 | Цифровая дистрибуция | Sony Music Australia |